# Edward Cook
Pour les articles homonymes, voir Cook.
Edward Cook (né le 27 novembre 1888, mort le 18 octobre 1972 ) est un ancien athlète américain.

## Jeux olympiques
- Jeux olympiques d'été de 1908 à Londres  Royaume-Uni:
  -  Médaille d'or en saut à la Perche.